# Јана Бенова
Јана Бенова (слч. Jana Beňová; Братислава, 24. октобар 1974) је словачка песникиња и романописац. Студирала је на Академији музичке и драмске уметности у Братислави, где је дипломирала драматургију 1998. Писала је за бројне локалне публикације, укључујући Dotyky, Fragment и Slovenské Pohľady. Такође је радила за дневне новине SME под псеудонимом. Тренутно ради на Позоришном институту у Братислави.
Њена прва књига песама Svetloplachý изашла је 1993. године, а затим су уследиле нове збирке Lonochod и Nehota. Написала је роман Parker (2001) и збирку кратких прича Dvanásť poviedok a Ján Med (2003). Године 2008. објавила је Café Hyena. Plan odprevádzania. Ова књига је добила награду ЕУ за књижевност. Написала је још један роман под називом Preč! Preč! (2012).
Године 2012. учествовала је у Јесењој резиденцији Међународног програма писања на Универзитету Ајове у Ајова Ситију.
Јана Бенова је писала под псеудонимом Јана Паркрова (Jana Parkrová) кратке колумне на различите теме за дневни лист Sme.

### Поезија
- Svetloplachý (1993).
- Lonochod (1997).
- Nehota (1997).

### Романи
- Parker (2001).
- Café Hyena. Plan odprevádzania (Кафе Хијена) (2008).
- Preč! Preč! (2012).

### Приповетке
- Dvanásť poviedok a Ján Med (2003).

### Публицистика
- Dnes (2010).